# Freeheld – Jede Liebe ist gleich
Freeheld – Jede Liebe ist gleich (Originaltitel: Freeheld) ist ein US-amerikanisches Filmdrama aus dem Jahr 2015. Es basiert auf dem US-Dokumentar-Kurzfilm Freeheld aus dem Jahr 2007. In den Hauptrollen sind unter anderem Julianne Moore, Elliot Page und Steve Carell zu sehen. Premiere hatte er am 13. September 2015 beim Toronto International Film Festival. Der US-Kinostart war am 2. Oktober 2015.

## Handlung
Der Film basiert auf der wahren Geschichte von Laurel Hester. Nachdem die US-amerikanische Polizistin aus New Jersey die Diagnose Lungenkrebs erhält, möchte sie ihre Pensionsansprüche an ihre Lebensgefährtin Stacie Andree überschreiben, doch die Behörden stellen sich quer. Hester appelliert, dass Rentenansprüche im Sterbefall auch an gleichgeschlechtliche Lebenspartner gehen können sollen.

## Produktion
Im Jahr 2010 kündigte Drehbuchautor Ron Nyswaner an aus dem Dokumentar-Kurzfilm Freeheld einen abendfüllenden Film machen zu wollen, in dem Page eine Hauptrolle übernehmen soll. Zunächst wurde Catherine Hardwicke als Regisseurin gewonnen, zog sich aber später wieder zurück. Kurz nachdem im August 2012 die Finanzierung gesichert war, wurde Peter Sollett als Regisseur engagiert. Im Februar 2014 wurde Julianne Moore gecastet. Zach Galifianakis wurde zunächst für die Rolle des Steven Goldstein besetzt, dann aber noch durch Steve Carell ersetzt. Die Dreharbeiten begannen im Oktober 2014 in Queens. Miley Cyrus singt den von Linda Perry geschriebenen Song „Hands Of Love“ zum Film.

## Synchronisation
Die deutsche Vertonung fand bei der Christa Kistner Synchronproduktion GmbH in Potsdam statt. Beate Klöckner schrieb das Dialogbuch und führte die Dialogregie.
| Rolle            | Schauspieler                 | Synchronsprecher  |
| ---------------- | ---------------------------- | ----------------- |
| Laurel Hester    | Julianne Moore               | Petra Barthel     |
| Stacie Andree    | Elliot Page (als Ellen Page) | Anne Helm         |
| Steven Goldstein | Steve Carell                 | Uwe Büschken      |
| Todd Belkin      | Luke Grimes                  | Bastian Sierich   |
| Dane Wells       | Michael Shannon              | Thomas Nero Wolff |
| Bryan Kelder     | Josh Charles                 | Sven Gerhardt     |
| Carol Andree     | Mary Birdsong                | Anke Reitzenstein |
| Quesada          | Gabriel Luna                 | Felix Spieß       |
| Chief Reynolds   | Skipp Sudduth                | Axel Lutter       |
| Christy Miller   | Portia Reiners               | Friederike Walke  |